# 山梨県立巨摩高等学校
山梨県立巨摩高等学校（やまなしけんりつこまこうとうがっこう）は、山梨県南アルプス市に所在する公立の高等学校。通称、巨摩もしくは巨摩高。
文化祭は、「白嶺祭」といい、毎年6月末に2日間にわたり開催される。

## 設置学科
- 全日制課程
  - 普通科
    - 理数創造コース
- 定時制課程
  - 普通科 （夜間）

## 沿革
- 1922年 - 山梨県立第三高等女学校として開校。
- 1924年 - 山梨県立巨摩高等女学校に改称。
- 1947年10月14日 - 昭和天皇が行幸（昭和天皇の戦後巡幸）[1]。校庭に中巨摩郡、南巨摩郡、西八代郡の郡民がつめかけて奉迎を行った[2]。
- 1948年4月 - 学制改革により、山梨県立巨摩高等学校となる。
- 1950年4月 - 男女共学の実施。普通科、商業科（後に廃止）、被服科（後に家庭科に転科後廃止）を設置。
- 1975年8月 - 野球部が甲子園へ出場。
- 1997年 - 理数コースを設置。

## 制服
- 男子　詰襟学生服（学ラン）
- 女子　セーラー服

※夏季はポロシャツも可
また、令和6年度入学者から男女ともにブレザーが選択できるようになった。
山梨県内の高校で女子の制服にセーラー服を指定しているのは本校のほかに山梨英和高校と都留高校の3校のみである。

## 姉妹校
- デモイン市公立高等学校(Des Moines Public High School) - アメリカアイオワ州
- スタージス・ブラウン高等学校(Sturgis Brown High School)  - アメリカサウスダコタ州
- ウーバーゼー高等学校(Oeversee High School) - オーストリア

## 出身者
- 福田修二 - 元太平洋セメント社長、元セメント協会会長
- 功刀義幸 - 元プロ野球選手
- 望月勝 - 元プロ野球選手
- 矢崎健治 - 元プロ野球選手（広島カープ）
- 芦沢真矢 - 元プロ野球選手（東京ヤクルトスワローズ - 広島東洋カープコーチ）
- 初鹿勇 - アマチュア野球選手、高校野球指導者
- 河西昌枝 - バレーボール選手（1964年東京オリンピック金メダリスト）
- 千葉香織 - ホッケー選手（アテネオリンピックから3大会出場）
- 矢崎仁司 - 映画監督
- 野澤啓佑 - 陸上選手
- 藤井宏樹 - 合唱指揮者